# Кра-сюр-Рейссуз
Кра-сюр-Рейссу́з (фр. Cras-sur-Reyssouze) — колишній муніципалітет у Франції, у регіоні Овернь-Рона-Альпи, департамент Ен. Населення — 1307 осіб (2011).
Муніципалітет був розташований на відстані близько 360 км на південний схід від Парижа, 70 км на північ від Ліона, 13 км на північний захід від Бург-ан-Бресса.

## Історія
До 2015 року муніципалітет перебував у складі регіону Рона-Альпи. Від 1 січня 2016 року належав до нового об'єднаного регіону Овернь-Рона-Альпи.
1 січня 2019 року Кра-сюр-Рейссуз і Етре було об'єднано в новий муніципалітет Бресс-Валлон.

## Демографія
Динаміка населення (INSEE і Cassini ):
Розподіл населення за віком та статтю (2006):
| Стать | Всього | До 15 років | 15-24 | 25-44 | 45-64 | 65-85 | Понад 85 |
| --- | ------ | ----------- | ----- | ----- | ----- | ----- | -------- |
| Чоловіки | 592    | 132         | 60    | 160   | 164   | 76    | 0        |
| Жінки | 496    | 96          | 8     | 160   | 152   | 80    | 0        |
| \| Статево-вікова піраміда \| Статево-вікова піраміда \| Статево-вікова піраміда \| \| ----------------------- \| ----------------------- \| ----------------------- \| \| Чоловіки \| Вік \| Жінки \| \| 0 \| 85 + \| 0 \| \| 16 \| 80-84 \| 20 \| \| 16 \| 75-79 \| 12 \| \| 24 \| 70-74 \| 28 \| \| 20 \| 65-69 \| 20 \| \| 36 \| 60-64 \| 28 \| \| 40 \| 55-59 \| 24 \| \| 60 \| 50-54 \| 60 \| \| 28 \| 45-49 \| 40 \| \| 36 \| 40-44 \| 32 \| \| 48 \| 35-39 \| 40 \| \| 44 \| 30-34 \| 44 \| \| 32 \| 25-29 \| 44 \| \| 24 \| 20-24 \| 4 \| \| 36 \| 15-20 \| 4 \| \| 20 \| 10-14 \| 20 \| \| 64 \| 5-9 \| 52 \| \| 48 \| 0-4 \| 24 \| |        |             |       |       |       |       |          |
| Статево-вікова піраміда |        |             |       |       |       |       |          |
| Чоловіки | Вік    | Жінки       |       |       |       |       |          |
| 0 | 85 +   | 0           |       |       |       |       |          |
| 16 | 80-84  | 20          |       |       |       |       |          |
| 16 | 75-79  | 12          |       |       |       |       |          |
| 24 | 70-74  | 28          |       |       |       |       |          |
| 20 | 65-69  | 20          |       |       |       |       |          |
| 36 | 60-64  | 28          |       |       |       |       |          |
| 40 | 55-59  | 24          |       |       |       |       |          |
| 60 | 50-54  | 60          |       |       |       |       |          |
| 28 | 45-49  | 40          |       |       |       |       |          |
| 36 | 40-44  | 32          |       |       |       |       |          |
| 48 | 35-39  | 40          |       |       |       |       |          |
| 44 | 30-34  | 44          |       |       |       |       |          |
| 32 | 25-29  | 44          |       |       |       |       |          |
| 24 | 20-24  | 4           |       |       |       |       |          |
| 36 | 15-20  | 4           |       |       |       |       |          |
| 20 | 10-14  | 20          |       |       |       |       |          |
| 64 | 5-9    | 52          |       |       |       |       |          |
| 48 | 0-4    | 24          |       |       |       |       |          |

## Економіка
2010 року серед 783 осіб працездатного віку (15—64 років) 634 були активними, 149 — неактивними (показник активності 81,0%, у 1999 році було 72,8%). З 634 активних мешканців працювало 610 осіб (308 чоловіків та 302 жінки), безробітними було 24 (13 чоловіків та 11 жінок). Серед 149 неактивних 47 осіб було учнями чи студентами, 78 — пенсіонерами, 24 були неактивними з інших причин.

У 2010 році в муніципалітеті числилось 494 оподатковані домогосподарства, у яких проживали 1305,5 особи, медіана доходів виносила 20 066 євро на одного особоспоживача